# Tipula (Schummelia) durga
Tipula (Schummelia) durga is een tweevleugelige uit de familie langpootmuggen (Tipulidae). De soort komt voor in het Oriëntaals gebied.